# 貸金業法
貸金業法（かしきんぎょうほう、昭和58年5月13日法律第32号）は、「貸金業が我が国の経済社会において果たす役割にかんがみ、貸金業を営む者について登録制度を実施し、その事業に対し必要な規制を行うとともに、貸金業者の組織する団体を認可する制度を設け、その適正な活動を促進することにより、貸金業を営む者の業務の適正な運営を確保し、もって資金需要者等の利益の保護を図るとともに、国民経済の適切な運営に資することを目的とする」（1条）法律である。旧称は「貸金業の規制等に関する法律」であり、「貸金業規制法」または「貸金業法」の略称が用いられていた。改正に伴い、2007年12月19日より、正式な題名が「貸金業法」となった。
1983年5月13日公布、同年11月1日施行。

## 所管官庁
主所管
- 金融庁総合政策局リスク分析総括課貸金業室

副所管
- 消費者庁消費者政策課 - 企画立案は共管。消費者庁は処分について勧告権を持ち、そのための検査権限を持つ。また、処分について金融庁から事前に協議を受ける。

連携
- 金融庁監督局銀行第一課・銀行第二課
- 経済産業省商務情報政策局消費・流通政策課 - 割賦販売法を所管
- 中小企業庁事業環境部金融課
- 農林水産省経営局金融調整課 - JAバンク・JFマリンバンクを監督
- 法務省人権擁護局調査救済課

## 内容
事業登録や業務に関する諸規制、貸金業務取扱主任者の選任、業界団体としての「日本貸金業協会」の設立などが定められている。

従来の貸金業規制法は、43条において、利息制限法1条1項の制限利息を超えた超過部分（グレーゾーン金利）も債務者が任意に支払った場合、一定の要件の下で有効な利息の弁済とすることとしている（みなし弁済）。これについて、最高裁判所が「利息制限法の制限を超える利息を支払った後でも、過払金を返還請求できる」と判示したのに対し、大きな制約を課すものとなった。
しかし、最高裁平成18年1月13日判決（民集60巻1号1頁）が、期限の利益喪失約款の下での支払につき原則として任意性を否定したため、貸金業者がみなし弁済を主張することは困難となった。

これに対する平成15年および平成18年の改正により消費者の保護が図られた一方、厳しい貸付条件によって闇金融の跋扈を招いたとされる。また零細自営業者の一時的な資金のジャンプなどの資金繰りが難しくなり、景気衰退を招いたとの批判も強く、再度の改正が必要との意見も強い。

## 改正

### 平成15年改正
ヤミ金融といわれる悪質な違法業者を取り締まることを目的に、2003年（平成15年）8月1日、規制を強化した改正法（平成15年法律第136号、通称「ヤミ金融対策法」）が成立、2004年（平成16年）1月1日に施行された。

### 平成18年改正
2006年（平成18年）、金融庁や自民党などで、グレーゾーン金利廃止などの法律の改正が議論され、後藤田正純ら規制強化を主張する人と、保岡興治ら例外措置として従来通りの金利を残すと主張する人が対立した。
しかし、日本弁護士連合会、マスコミ世論、民主党の反発を受けて、グレーゾーン金利の廃止等を盛り込んだ内閣提案改正法案が同年10月31日に第165回臨時国会に提出され、同年12月13日に成立、同月20日に公布された（平成18年12月20日法律第115号、貸金業の規制等に関する法律等の一部を改正する法律）。そして、2007年（平成19年）12月19日に本体部分が施行された。
同改正法の主な内容は次のとおりである。
- 貸金業の適正化
  - 参入に必要な純資産額の引上げ（現行の個人300万円・法人500万円から、施行後1年半以内に2000万円に、上限金利引下げ時(4条施行時)に5000万円以上に順次引き上げる。）
  - 貸金業協会の自主規制機能の強化
  - 夜間に加え日中の執拗な取立て行為の規制
  - 借り手の自殺による生命保険金による弁済禁止
  - 特定公正証書(強制執行認諾付公正証書)作成のための委任状取得の禁止
  - 利息制限法を越える契約についての特定公正証書作成の嘱託の禁止
  - 過剰貸付けの抑制（総量規制、本体施行から2年半以内となる2010年6月18日に施行
    - 1社で50万円、又は他社と合わせて100万円を超える貸付けを行う場合には、源泉徴収票等の提出を受けることを義務付け、年収等の3分の1を超える貸付けを原則として禁止する。
      - この除外として貸金業法施行規則第10条の21 第1項が規定されている。
        - 住宅ローン・リフォームローン（第1号の1）、これのつなぎ融資（第1号の2）
        - オートローン（第1号の3）
        - 高額療養費の貸付け（第1号の4）
        - 有価証券担保貸付け（第1号の5）
        - 居宅以外の不動産担保貸付け（第1号の6）

      - この例外として貸金業法施行規則第10条の23 第1項が規定されている。
        - 段階的な返済のための借り換え（第1号の2）
        - 医療費の緊急貸付け（第2号）、特定緊急医療費貸付契約（第2号の2）
        - 配偶者貸し付け（第3号、夫婦合算で年収3分の1までとなる）
        - 個人事業主の事業資金貸し付け（第4・5号）
        - 預金金融機関の融資が実行されるまでのつなぎ資金の貸し付け（第6号）

  - 指定信用情報機関制度の創設（本体施行から1年半以内に施行）
    - 全国銀行個人信用情報センター、シー・アイ・シー、日本信用情報機構が指定された。

  - 正当な理由なくして登録から6ヶ月以内に事業を開始しなかったり、6ヶ月以上事業を休止した場合は登録取り消しの対象となる。
- グレーゾーン金利の廃止（本体施行から2年半以内となる2010年6月18日に施行）
  - みなし弁済制度の廃止
  - 利息制限法所定の制限利率（15%〜20%）と出資法所定の上限利率（20%）の間の金利での貸付けについては、行政処分の対象とする。
  - 日賦貸金業者及び電話担保金融の特例の廃止
- ヤミ金融対策の強化
ヤミ金融に対する罰則最高刑を、懲役5年から懲役10年に強化する（この部分は公布から1か月後に施行された）。

同改正法の本体施行日（2007年12月19日）から、本法の題名は「貸金業の規制等に関する法律」から「貸金業法」と改められた。ただし、上記のとおり、みなし弁済の廃止や総量規制の導入については本体施行後2年半以内（実際には2010年6月18日）に施行されるなどの例外が設けられ、全体としては5段階の施行となっている。

#### 段階施行
- 第1次施行（公布日より施行。2006年（平成18年）12月20日施行）
  - 附則66条のみ
- 第2次施行（公布日より1ヶ月経過した日から施行。2007年（平成19年）1月20日施行）
  - 改正法1条、6条関係
- 第3次施行（公布日より1年以内に施行。2007年（平成19年）12月19日施行）
  - 法律の名称変更　「貸金業の規制等に関する法律」から「貸金業法」に。
  - 業者の登録要件強化
  - 行為規制強化
  - 監督庁の監督強化
  - 貸金業協会の取扱の変更（「社団法人全国貸金業協会連合会」の解散と、内閣総理大臣の認可に基づく自主規制団体「日本貸金業協会」設立・移行）などが定められている。
- 第4次施行（本体施行（第3次施行）より1年半以内に施行。2009年（平成21年）6月18日施行）
  - 業者の財産的基礎要件の引上げ
  - 貸金業務取扱主任者資格制度の創設

現在も「貸金業務取扱主任者」の制度はある。これは日本貸金業協会等の研修を受けて試験に合格した者であるが、国家資格ではない。改正後は、貸金業務取扱主任者が国家資格となる。
  - 指定信用情報機関制度の創設
- 第5次施行（本体施行（第3次施行）より2年半以内に施行（完全施行）。2010年（平成22年）6月18日施行）
  - 貸金業務取扱主任者の必置
  - 財産的基礎要件の再引上げ
  - 行為規制の強化
  - 過剰貸付規制の強化
  - みなし弁済制度廃止
  - 利息制限法改正
  - 出資法改正

なお、第5次施行と同時に、見直しをする旨の規定がおかれた。（附則67条）